# Municipio de Tumbiscatío
El municipio de Tumbiscatío es uno de los 113 municipios del estado de Michoacán de Ocampo (México). La cabecera municipal es la homónima Tumbiscatío de Ruiz y se encuentra en la parte suroccidental del estado, en la denominada región Sierra Costa Michoacana a una altitud de 935 m s. n. m.
La población es de ocupación agrícola y ganadera mayormente, aunque en menor escala también silvicultora y comerciante. Un factor también a tenerse muy en cuenta es que parte de su población es migrante temporal a Estados Unidos.

## Geografía
Tumbiscatío limita al este con el municipio de La Huacana; al noroeste con el municipio de Aguililla; al norte con el municipio de Apatzingán; al oeste con el municipio de Coalcomán de Vázquez Pallares, y al sur con el municipio de Arteaga.
Junto con los municipios de Aquila, Arteaga, Chinicuila, Coalcomán de Vázquez Pallares y Lázaro Cárdenas, integra la región 9. Sierra-Costa del estado de Michoacán.
En Tumbiscatío existe una gran variedad en cuanto a flora y fauna, y también de las mejores conservadas en el Estado, por lo que es necesario formar proyectos de conservación.
Presenta un relieve muy variado (menos de 190 m s. n. m. en la zona de Tierra Caliente, hasta alcanzar 2.370 m s. n. m. en el cerro de Santa Helena o Jabalí) por ende también el clima de la región es muy variado que va desde el cálido semiseco, hasta los bosques templados de coníferas.

## Demografía
En el municipio de Tumbiscatío habitan en 2020 un total de 5971 personas, un decrecimiento poblacional promedio de -2.8 % anual en comparación con los 7890 habitantes registrados en el censo de 2010. En 2020 la distribución por género era 50.5 % hombres (3013 personas) y 49.5 % mujeres (2958 personas). El 59.2 % de la población estaba en la franja etaria de 15 a 64 años.

### Localidades
En el censo de 2020 el municipio de Tumbiscatío contaba con 141 localidades.
| Código INEGI      | Localidad               | Población (2020) |
| ----------------- | ----------------------- | ---------------- |
| 160960001         | Tumbiscatío de Ruiz     | 2 486            |
| 160960035         | General Francisco Villa | 1 167            |
| Otras localidades | Otras localidades       | 2 318            |
| Total municipal   | Total municipal         | 5 971            |